# Los Angeles Raiders 1987
La stagione 1987 dei Los Angeles Raiders è stata la 18ª della franchigia nella National Football League, la 28ª complessiva e la sesta di tredici a Los Angeles. La squadra terminò con un record di 5-10, il peggiore dell'arrivo di Al Davis nel 1963 e la sesta annata con più sconfitte che vittorie nella storia del club.

## Scelte nel Draft 1987
Dal momento che la prima scelta assoluta del Draft NFL 1986 Bo Jackson non aveva firmato con alcuna squadra e Tampa Bay aveva rinunciato ai suoi diritti sul giocatore, il suo nome fu inserito nuovamente nel draft. I Raiders lo scelsero così nel settimo giro. Il proprietario Al Davis supportò Jackson e la sua carriera nel baseball offrendogli un contratto paragonabile a quello di un running back a tempo pieno ma permettendogli di scendere in campo al termine della stagione della MLB.
| Scelte dei Raiders nel Draft 1987 |        |                 |                  |                    |
| Giro                              | Scelta | Giocatore       | Ruolo            | College            |
| 1                                 | 15     | John Clay       | Offensive tackle | Missouri           |
| 2                                 | 52     | Bruce Wilkerson | Offensive tackle | Tennessee          |
| 3                                 | 81     | Steve Smith     | Running back     | Penn State         |
| 4                                 | 110    | Steve Beuerlein | Quarterback      | Notre Dame         |
| 7                                 | 183    | Bo Jackson      | Running back     | Auburn             |
| 9                                 | 238    | Scott Eccles    | Tight end        | Eastern New Mexico |
| 10                                | 254    | Rob Harrison    | Defensive back   | Sacramento State   |
| 10                                | 265    | John Gesek      | Guard            | Sacramento State   |
| 10                                | 273    | Jim Ellis       | Linebacker       | Boise State        |
| 11                                | 288    | Chris McLemore  | Running back     | Arizona            |
| 11                                | 294    | Mario Perry     | Tight end        | Mississippi        |

## Calendario
| Stagione regolare |                         |            |            |         |        |
| Turno             | Avversari               | Risultato  | P. Raiders | P. avv. | Record |
| 1                 | at Green Bay Packers    | V          | 20         | 0       | 1–0    |
| 2                 | vs. Detroit Lions       | V          | 27         | 7       | 2–0    |
| –                 | at Houston Oilers       | Cancellata |            |         | 2–0    |
| 3                 | vs. Kansas City Chiefs  | V          | 35         | 17      | 3–0    |
| 4                 | at Denver Broncos       | S          | 14         | 30      | 3–1    |
| 5                 | vs. San Diego Chargers  | S          | 17         | 23      | 3–2    |
| 6                 | vs. Seattle Seahawks    | S          | 13         | 35      | 3–3    |
| 7                 | at New England Patriots | S          | 23         | 26      | 3–4    |
| 8                 | at Minnesota Vikings    | S          | 20         | 31      | 3–5    |
| 9                 | at San Diego Chargers   | S          | 14         | 16      | 3–6    |
| 10                | vs. Denver Broncos      | S          | 17         | 23      | 3–7    |
| 11                | at Seattle Seahawks     | V          | 37         | 14      | 4–7    |
| 12                | vs. Buffalo Bills       | V          | 34         | 21      | 5–7    |
| 13                | at Kansas City Chiefs   | S          | 10         | 16      | 5–8    |
| 14                | Cleveland Browns        | S          | 17         | 24      | 5–9    |
| 15                | Chicago Bears           | S          | 3          | 6       | 5–10   |

## Classifiche
| AFC West Division   |    |    |   |      |     |      |     |     |     |
|                     | V  | S  | P | %    | DIV | CONF | PF  | PS  | STR |
| Denver Broncos(1)   | 10 | 4  | 1 | .700 | 7–1 | 8–3  | 379 | 288 | V2  |
| Seattle Seahawks(5) | 9  | 6  | 0 | .600 | 4–3 | 5–6  | 371 | 314 | S1  |
| San Diego Chargers  | 8  | 7  | 0 | .533 | 3–4 | 6–7  | 253 | 317 | S6  |
| Los Angeles Raiders | 5  | 10 | 0 | .333 | 2–6 | 3–8  | 301 | 289 | S3  |
| Kansas City Chiefs  | 4  | 11 | 0 | .267 | 3–5 | 3–9  | 273 | 388 | V1  |